# الکساندر سلوکو
الکساندر سِلِوکو (استونیایی: Aleksandr Selevko؛ زادهٔ ۲۳ مهٔ ۲۰۰۱) اسکیت‌باز نمایشی اهل استونی است.